# Eugeria
Euqueria, o Eugeria fue una poetisa del siglo V o VI d. C. que vivió en la Galia y solo es conocida por un epigrama satírico en latín de treinta y dos versos, Satirici versus in quendam procum, o "Versos satíricos contra un cierto pretendiente".

## Biografía
Vivía en las Galias, sin duda en el Languedoc. Su epigrama, en el que se indigna porque un hombre sin posibles ose solicitar su mano (o sus favores), podría hacer pensar que era de alta cuna. Podría ser la esposa de Dinamio de Provenza, y haber muerto en 605. Sin embargo, Ernest Raynaud estima que, si ese fuera el caso, es poco probable que un "rusticus servus" o vil esclavo haya podido hacerle tales proposiciones, ya que si las hubiese hecho ella no les hubiera dado tal publicidad. Es posible, según él, "que ella no fuera demasiado severa en el capítulo de las costumbres" y fuera en realidad una gran cortesana.

## Obra
El poema consiste en una serie de adynata o imposibles enumerados a lo largo de dieciséis dísticos elegíacos, y encuentra su modelo en la égloga octava de las Bucólicas de Virgilio (VIII, 25) o en el épodo XVI de Horacio. El vocabulario utilizado en el poema testimonia la diversificación regional del latín, proceso que habría de conducir a distintas lenguas galorrománicas. 